# Covelo de Paivó
Covelo de Paivó era una freguesia portuguesa del municipio de Arouca, distrito de Aveiro.

## Historia
Fue suprimida el 28 de enero de 2013, en aplicación de una resolución de la Asamblea de la República portuguesa promulgada el 16 de enero de 2013 al unirse con la freguesia de Janarde, formando la nueva freguesia de Covelo de Paivó e Janarde.